# 11 Dywizjon Artylerii Konnej (II RP)

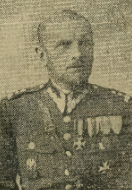
ppłk dypl. Konstanty Ważyński dowódca 11 dak w latach 1934–1935

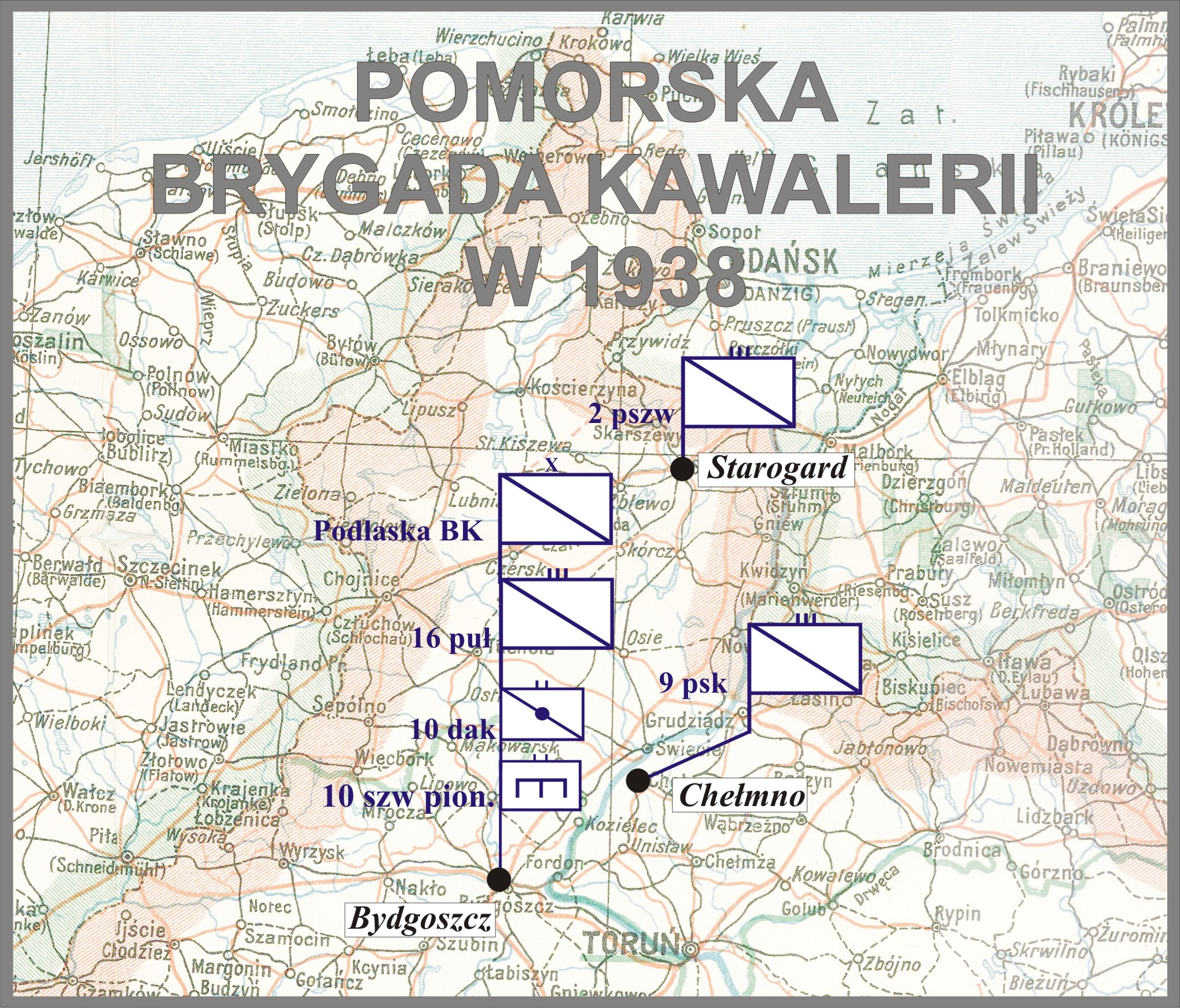
Pomorska BK w 1938

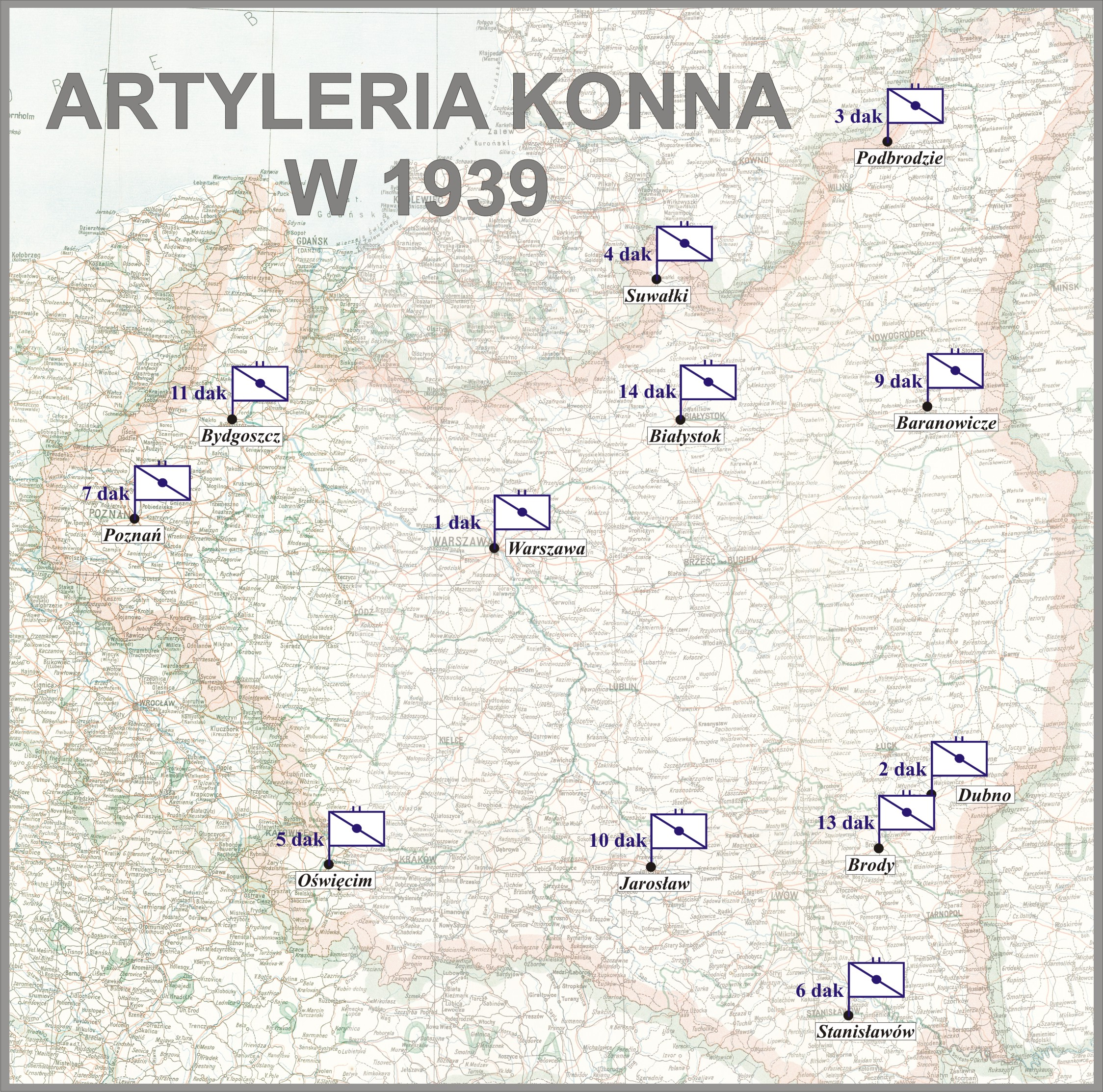
Artyleria konna Wojska Polskiego w 1939 przed wybuchem II wojny światowej

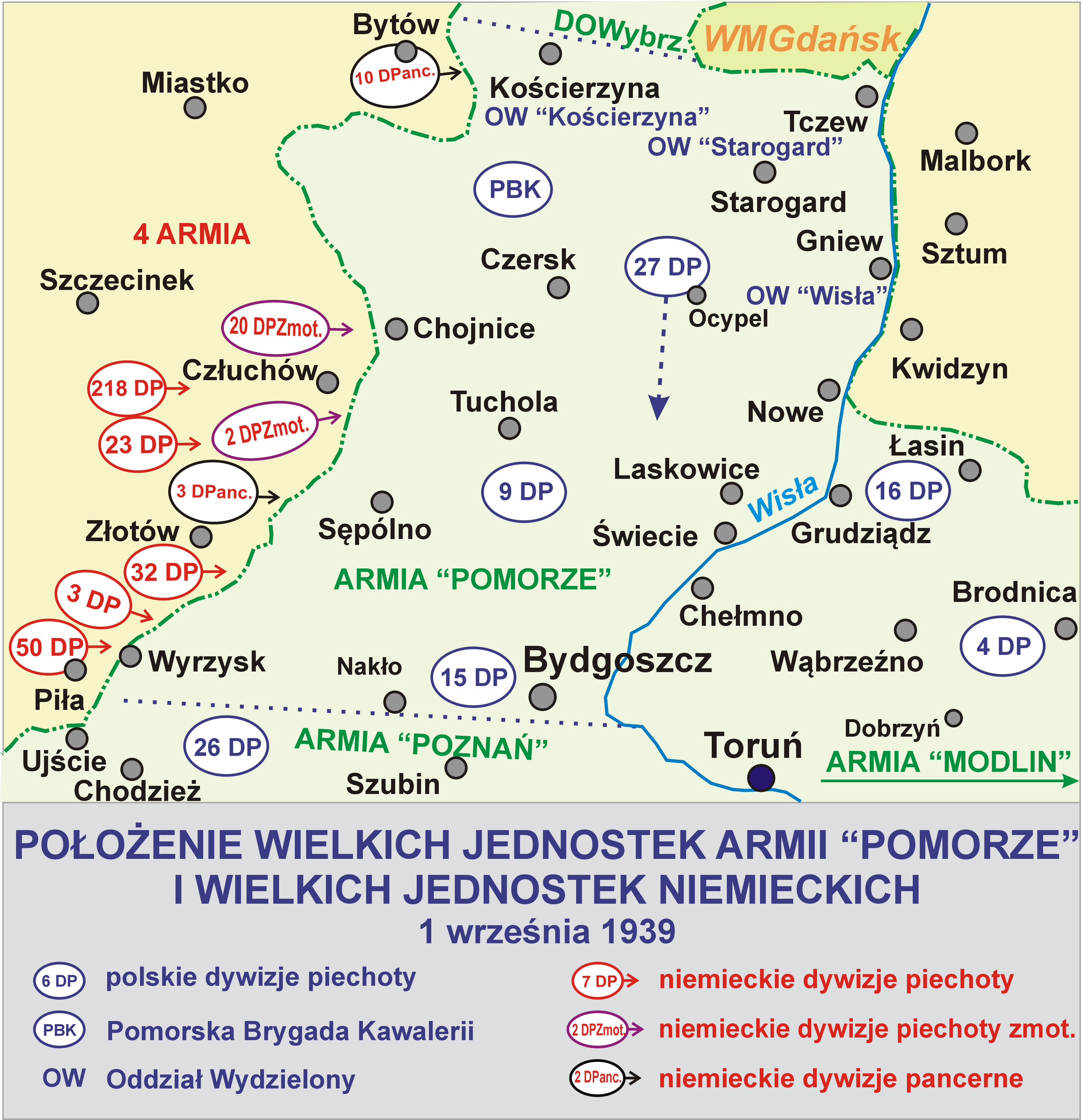
Dywizjon walczył w składzie PBK

11 dywizjon artylerii konnej (11 dak) – oddział artylerii konnej Wojska Polskiego w II Rzeczypospolitej.
Sformowania w 1924 jednostka podporządkowana została dowódcy artylerii konnej 3 Dywizji Kawalerii. W marcu 1929, po likwidacji 3 DK, dywizjon wszedł w skład Brygady Kawalerii „Toruń”. W 1934 BK „Toruń” przemianowana została na Brygadę Kawalerii „Bydgoszcz”, a 1 kwietnia 1937 na Pomorską Brygadę Kawalerii.
Minister spraw wojskowych rozkazem B. Og. Org. 403 Tjn. Org. II, ogłoszonym 18 maja 1929, przydzielił dywizjon pod względem wyszkolenia z 7 do 8 Grupy Artylerii.

## Formowanie i zmiany organizacyjne
Dywizjon został sformowany w maju 1924, w garnizonie Bydgoszcz, w południowej części koszar imienia Bartosza Głowackiego przy ulicy Gdańskiej 147. W skład pododdziału włączone zostały dwie istniejące już baterie, a mianowicie: 3/4 dak i 3/7 dak. Pierwsza z wymienionych przybyła do Bydgoszczy 8 czerwca 1924 i przemianowana została na 1/11 dak, natomiast druga z wymienionych przybyła do nowego garnizonu 1 czerwca 1924 i przemianowana została na 2/11 dak. Drużyna dowódcy dywizjonu i drużyna łączności powstała z żołnierzy wydzielonych ze wszystkich pułków artylerii Okręgu Korpusu Nr VIII.
W 1937 do 11 dak przydzielona została trzecia bateria w garnizonie Grudziądz. W tym samym roku w skład dywizjonu włączona została 2/10 dak i przemianowana na 4/11 dak. W listopadzie 1937 4. bateria została podporządkowana komendantowi Szkoły Podchorążych dla Podoficerów w Bydgoszczy na zasadach ustalonych rozkazem MSWojsk. Dep. Art. L. 1281/Tj. Org. Og. 37.
| Obsada personalna i struktura organizacyjna w marcu 1939 |                                   |
| Stanowisko                                               | Stopień, imię i nazwisko          |
| dowódca dywizjonu                                        | ppłk Władysław Szwed              |
| I zastępca dowódcy                                       | mjr Jan Roman Zwarycz             |
| adiutant                                                 | kpt. Kazimierz Budkowski          |
| lekarz medycyny                                          | kpt. dr Adam Klemens Soja         |
| lekarz weterynarii                                       | mjr Bronisław Sapeta              |
| oficer zwiadowczy                                        | kpt. Janusz Muszyński             |
| II zastępca dowódcy (kwatermistrz)                       | kpt. adm. (art.) Jan III Borowski |
| oficer mobilizacyjny                                     | kpt. Stanisław Kozika             |
| oficer administracyjno-materiałowy                       | por. Jan Okińczyc                 |
| oficer gospodarczy                                       | kpt. int. Franciszek Dreżewski    |
| oficer żywnościowy                                       | por. Stefan Arnoldt               |
| dowódca plutonu łączności                                | por. Stanisław Zajączkowski       |
| dowódca szkoły podoficerskiej                            | kpt. Brunon Guttenberger          |
| dowódca plutonu                                          | ppor. Kazimierz Jakóbaszko        |
| dowódca plutonu                                          | ppor. Edmund Zacharek             |
| dowódca 1 baterii                                        | kpt. Karol Ludwik Kleczeński      |
| dowódca plutonu                                          | ppor. Czesław Sidorski            |
| dowódca 2 baterii                                        | kpt. Jan Janusz Pasturczak        |
| dowódca 3 baterii                                        | kpt. Stanisław Michał Sierakowski |
| dowódca plutonu                                          | por. Marian Jan Słowik            |
| dowódca 4 baterii                                        | kpt. Kazimierz Motz               |
| dowódca plutonu                                          | ppor. Adam Andrzej Polt           |
| na kursie                                                | por. Stanisław Przelaskowski      |

## 11 dak w kampanii wrześniowej

### Mobilizacja
11 dywizjon artylerii konnej został zmobilizowany w ramach mobilizacji alarmowej w grupie żółtej w dniu 24 sierpnia 1939 w czasie od A+18, do A+30 w garnizonach Bydgoszcz i Grudziądz. Dodatkowo w czasie A+24 została zmobilizowana drużyna parkowa uzbrojenia nr 841. 25 sierpnia dywizjon osiągnął gotowość bojową w składzie czterech baterii. Wszedł w skład Pomorskiej Brygady Kawalerii. Brygada weszła w skład Armii „Pomorze” z zadaniem osłony północnego skrzydła armii. W dniach 26 i 27 sierpnia dywizjon pomaszerował do rejonu koncentracji w rejonie Czerska. Częściowo z dowództwa Pomorskiej BK została zorganizowana Grupa Osłonowa „Czersk” pod dowództwem gen. bryg. Stanisława Grzmota-Skotnickiego. Podległym pod GO „Czersk” było, dowództwo Zgrupowania „Chojnice” przeznaczone do osłony jej zachodniego skrzydła.
W skład Zgrupowania „Chojnice” wszedł 18 pułk ułanów, do którego wsparcia została przydzielona 2 bateria. Do osłony z kierunku północnego wyznaczono Oddział Wydzielony „Kościerzyna”, w składzie którego znalazła się 3 bateria. Dywizjon pozostał w składzie 1 i 4 baterii w rejonie Bursy, Lubnia wraz z częścią brygady jako odwód. Baterie 2 i 3 działać miały jako artyleria bezpośredniego wsparcia, natomiast 1 i 4 baterie, znajdować się miały w odwodzie GO „Czersk”, z zadaniem wsparcia natarcia. Działać więc miały jako artyleria wsparcia ogólnego. 31 sierpnia bateria 2/11 dak zajęła stanowiska ogniowe i punkty obserwacyjne na odcinku 18 puł. zajmującego pozycje obronne na rubieży Szenfeld, Angowice, Nowy Dwór. Bateria 3/11 dak zajęła stanowiska ogniowe w okolicach Kościerzyny z zadaniem wsparcia 84 batalionu piechoty i innych pododdziałów.

### Działania bojowe 11 dak

#### Walki na Pomorzu
1 września jako pierwsza do walki przystąpiła bateria 2/11 dak, o godz. 5.45 lkm baterii zestrzelił niemiecki samolot obserwacyjny. O godz. 9.00 pomimo zalegającej jeszcze mgły bateria osłoniła salwą artyleryjską, odskok szwadronu 2/18 puł. z Angowic. Następnie o godz. 11.00 zmieniła stanowiska ogniowe na rejon Racławki, Sternowo, skąd o godz. 12.00 rozpoczęła ostrzał dwóch niemieckich batalionów piechoty z 20 Dywizji Piechoty Zmotoryzowanej rozwijających się do natarcia na pozycje 18 puł. Dodatkowo ostrzelała rejon koncentracji niemieckiego 20 dywizjonu rozpoznawczego w folwarku Silno, wyrzucając go z niego. W ciągu 40 minut bateria wystrzeliła 360 pocisków, doprowadziło to do przegrzania luf armat i uszkodzenia jednej z nich. Pod osłoną ostrzału baterii ułani pomorscy wycofali się na kolejne stanowiska obronne. Następnie na rozkaz płk. Kazimierza Mastalerza 2/11 dak wspierała obronę na linii Sternowo-Lotyń. Na drodze Nowa Cerkiew-Jeziorki, oprócz 81 kompanii czołgów TK, niemiecką kolumnę ostrzelała bateria 2/11 dak zadając jej dalsze straty. Ponadto artylerzyści konni rozpoznali niemiecki punkt obserwacyjny artylerii, skąd kierowano ogniem dwóch dywizjonów 20 pułku artylerii zmotoryzowanej, a następnie ostrzelano go raniąc i zabijając jego obsługę oraz wyłączając artylerię niemiecką do końca dnia. W dalszych walkach wycofała się z częścią 18 puł. na skraj lasu Jakubowo, gdzie zajęła stanowiska i wspierała szwadrony 3 i 4, 18 puł. w walce obronnej z niemiecką piechotą zmotoryzowaną. Po czym w godzinach wieczornych wycofała się za rzekę Brdę, koło Rytla, a następnie na Łęk. Bateria 3/11 dak w osłonie plutonu I/1/16 pułku ułanów ubezpieczała na zachodnim przedpolu Kościerzyny załadunek do wagonów kolejowych piechoty z Oddziału Wydzielonego „Kościerzyna”, które miały odjechać do Wierzchucina. Odjazd 84 batalionu piechoty opóźnił się do godzin nocnych, 3/11 dak podjęła nocny marsz, wraz z plutonem ułanów i plutonem Straży Granicznej z Lipusza. Marsz odbył się wzdłuż toru kolejowego Kościerzyna-Wierzchucin. 11 dak (dowództwo, 1 i 4 baterie) w godzinach popołudniowych bez styczności z nieprzyjacielem przemieściły się na linię Zalesie, Cekcyn, Kruszka, gdzie miała przebiegać linia obrony. Od godzin wieczornych 1 września dywizjon rozpoczął walki odwrotowe oraz długi wyczerpujący marsz.
2 września bateria 2/11 dak została przydzielona do piechoty Zgrupowania „Chojnice” pod dowództwem płk. dypl. Kazimierza Tadeusza Majewskiego. Wraz z nim nocą 2/3 września pomaszerowała przez Bory Tucholskie w kierunku Świecia. Bateria 3/11 dak po krótkim postoju w Czersku, podjęła marsz za macierzystym dywizjonem zatłoczonymi drogami polnymi osiągając o świcie 3 września miejscowość Gacno. 11 dak wraz z 8 pułkiem strzelców konnych, pododdziałami brygadowymi i dowództwem Pomorskiej BK podjął marsz zgodnie z rozkazem w kierunku przedmościa w Bydgoszczy. Maszerujące baterie były ciągle atakowane przez lotnictwo oraz musiały być przygotowane na odparcie niespodziewanego ataku czołgów.
3 września ok. godz. 5.00 bateria 2/11 dak dojechała do Bramki, gdzie dołączyła do jadącego w kierunku Bukowca 16 puł. Po obsadzeniu przez ułanów wielkopolskich Bukowca i toru linii kolejowej, pojawiły się niemieckie czołgi. 2/11 dak natychmiast rozwinęła się, przy przejeździe kolejowym i ostrzałem na wprost stoczyła walkę z niemiecką bronią pancerną, unieruchamiając 8 czołgów. Do godz. 12.00 prowadziła ogień do niemieckiej piechoty i czołgów. Wobec silnych ataków lotnictwa niemieckiego bateria wycofała się w ślad za 16 puł. do pobliskiego lasu. Podjęła marsz w kierunku południowym, była atakowana przez lotnictwo, toczyła potyczki z niemieckimi patrolami pancernymi i zmotoryzowanymi. W trakcie tych potyczek i ataków o godz. 17.00 utraciła większość posiadanych koni. Kpt. Jan Pasturczak podjął decyzję o zniszczeniu armat i innego sprzętu, a żołnierzom wydał rozkaz przebijania się przez otaczające oddziały niemieckie w kierunku południowym lub ku Wiśle do walczących jeszcze oddziałów WP. Bateria 3/11 dak po dojechaniu do Gacna Wielkiego, podjęła kierunek dalszego marszu Osie, Drzycim, gdzie zatrzymano się na postój. Po zebraniu informacji o obecności w pobliżu niemieckich pododdziałów pancernych, podjęto dalszy marsz. W rejonie Gródka Pomorskiego kpt. Stanisław Sierakowski podporządkował się z baterią, tworzącemu zgrupowanie bojowe płk. dypl. Mikołajowi Alikowowi. Natomiast 11 dywizjon przemieszczał się wraz ze zgrupowaniem Pomorskiej BK w kierunku Poledna. W straży przedniej szła bateria 4/11 dak. Przed Polednem 4 bateria rozwinęła się i podjęła z odkrytych stanowisk ogniowych walkę z niemieckimi czołgami, wsparła ją bateria 1/11 dak. Ogniem na wprost powstrzymywano niemieckie oddziały przed próbami ataku. Pomorska BK obeszła pole walki i zatrzymała się na postój w Mariankach. 11 dak poniósł straty osobowe i w koniach utracono jeden jaszcz. Dalszy marsz odbywał się przez Gruczno, Luszkowo, Topolno, w walce o każdą miejscowość lub w jej pobliżu dywizjon prowadził ostrzał ogniem na wprost, głównie do niemieckich czołgów i samochodów pancernych ze składu niemieckiej 3 Dywizji Pancernej. Pod Topolnem dywizjon stoczył szczególnie ciężki bój. 1/11 dak ogniem na wprost wspierała 8 pułk strzelców konnych w natarciu, 4/11 dak maszerująca w ariergardzie kolumny brygady, została ostrzelana przez niemiecką baterię artylerii. 4 bateria rozwinęła się na stanowiska ogniowe i ostrzałem na wprost zwalczała niemiecką baterię. 4/11 dak wyeliminowała niemiecką baterię. Podczas przebijania się przez Topolno 1 bateria utraciła tabor, a 4 bateria 1 armatę. 11 dak utracił też wielu żołnierzy i poniósł straty w zaprzęgach. W godzinach popołudniowych 11 dak dotarł na przedmoście bydgoskie i zajął stanowiska przy stacji kolejowej Łęgnowo, gdzie prowadził walki z dywersantami niemieckimi.
4 września od godzin porannych bateria 3/11 dak, wraz z baterią 2/9 pułku artylerii lekkiej i działonem haubic baterii 7/9 pal wspierał natarcie piechoty i kawalerii zgrupowania płk. dypl. Mikołaja Alikowa na Grupę. Pierwszy bój 3/11 dak stoczyła pod Jeżewem wspierając spieszony szwadron 18 puł., ostrzeliwując ogniem na wprost czołgi niemieckie, które zostały zmuszone do wycofania się. Cały 4 września 3 bateria prowadziła ostrzał pozycji niemieckich na terenie poligonu Grupa i w miejscowości Grupa. 5 września z powodzeniem 3/11 dak udzielała wsparcia natarciu zgrupowania płk. Alikowa, które opanowało Grupę i przyczółek mostowy przy wysadzonym moście do Grudziądza. Niemieckie przeciwnatarcie wyrzuciło oddziały zgrupowania z Grupy i przyczółka mostowego do lasów na północny zachód od Grupy. Z baterii poległo 3 oficerów i wielu kanonierów, unieruchomiono kilkanaście czołgów niemieckich. 6 września prowadzono dalsze walki w lasach w pobliżu Grupy, aż do wystrzelania całej posiadanej amunicji. W nocy 6/7 września kpt. Stanisław Sierakowski rozkazał zniszczyć pozostałe 3 armaty, baterię rozwiązał, żołnierz w grupkach mieli się przebijać za Wisłę, konie rozpuszczono. Większość żołnierzy dostała się do niemieckiej niewoli.
Po reorganizacji Pomorskiej Brygady Kawalerii w rejonie Torunia w zgrupowanie pułkowe pod nazwą: „Pułk Zbiorczy Pomorskiej Brygady Kawalerii”, w jego skład wszedł 11 dywizjon artylerii konnej. W dalszym ciągu do pułku, jak i dywizjonu napływali pojedynczy żołnierze jak i grupy żołnierzy, którym udało się przebić z „kotła pomorskiego” do linii polskich. W trakcie przegrupowania się dywizjonu 6-9 września w kierunku Łęczycy, do dywizjonu dołączył dowódca plutonu 2 baterii ppor. Benedykt Datka, z pchor. Andrzejem Karnowskim i kompletnym działonem (armata 75 mm wz.1902/26), który uzupełnił 4 baterię.

#### Udział bitwie nad Bzurą
8 września 11 dak wraz z pułkiem zbiorczym Pomorskiej BK został włączony w skład utworzonej Grupy Operacyjnej Kawalerii gen. Stanisława Grzmota-Skotnickiego.
9 września dywizjon przybył w rejon na północ od Dąbia nad Nerem. 10 września 11 dak udzielił wsparcia natarciu pułku zbiorczego, 4/11 dak na Wartkowice, a 1/11 dak na Parzęczew i walce pod wzgórzem Bibianów. 11 września pułk pomorskiej kawalerii nacierał ze wsparciem baterii 1/11 dak poprzez wsie Ignacew, Rozlazły, Chociszew, Orla, wychodząc na południowe skrzydło niemieckiej obrony Ozorkowa. 1 bateria wraz z pomorskimi kawalerzystami przekroczyła tor kolejowy Zgierz–Łęczyca. Ogniem na wprost odparła dwa kontrataki niemieckiej piechoty. 12 września dalsze natarcie prowadziła Podolska Brygada Kawalerii. Natomiast kawaleria pomorska wraz z 11 dak broniła Parzęczewa, obie baterie ogniem na wprost ostrzeliwały niemiecką piechotę, a następnie odparły natarcie niemieckich czołgów. 12 września celem skoordynowania działań artyleryjskich ppłk Władysław Szwed dowodził zgrupowaniem artylerii konnej składającego się z 11 dak i 6 dywizjonu artylerii konnej. 13 września pułk zbiorczy wraz z 11 dak bronił Parzęczewa i osłaniał odejście Podolskiej BK i innych oddziałów przez Łęczycę za Bzurę. W Parzęczewie stoczono ciężką walkę, gdzie dywizjon unieruchomił i zniszczył kilka czołgów niemieckich. W następnych dniach baterie dywizjonu wspierały oddział Straży Granicznej w rejonie Łęczycy. W rejonie Krzyżanowa 11 dak powstrzymał próbę forsowania rzeki Ochni przez oddziały niemieckie oraz zwalczał niemiecką broń pancerną atakującą Luszyn. Uzupełniono amunicję z pociągu pancernego na stacji Żychlin.
16 września bateria 4/11 dak zlikwidowała niemiecki punkt obserwacyjny na jednym ze wzgórz. 17 września 11 dak był intensywnie bombardowany na swoich stanowiskach obronnych. Nocą 17/18 września wykonał marsz po trasie Osmolin, Krzyżyk Chróśliński, Zalesie, Brzozów Stary do lasów Budy Stare. 18 września w południe podjęto marsz ku Bzurze pod Brochowem. W trakcie marszu baterie zmuszane były do zajmowania odkrytych stanowisk ogniowych i ogniem na wprost ustawicznie otwierały drogę dla kolumny marszowej dywizjonu i kawalerii pomorskiej. Rosły straty osobowe, koni i w sprzęcie. 18 września po południu pozostałość 11 dak wspólnie z zebranymi oddziałami, broniła się przed rzeką Bzurą wysuwając armaty do pierwszej linii obrony. Niemieckie oddziały czołgów i piechoty przy silnym wsparciu artylerii uderzyły na stanowiska obronne. W obronie wystrzelono większość posiadanej amunicji, zniszczonych zostało większość armat, poległo i zostało rannych wielu żołnierzy. Większość koni została wybita lub rozbiegła się. Ostatnie dwie armaty wyciągnięto na drogę celem wykonania dalszego marszu, wówczas artyleria niemiecka wykonała atak ogniowy, niszcząc te dwie armaty i zaprzęgi. Podejścia do Bzury były pod ciągłym ostrzałem niemieckiej artylerii i atakowane przez samoloty niemieckie. Ppłk Władysław Szwed podzielił pozostałości dywizjonu na małe grupy i rozkazał wraz z pozostałościami kawalerii pomorskiej przebić się do Puszczy Kampinoskiej. W nocy 18/19 września pozostałości 11 dak przeprawiły się przez Bzurę pod Witkowicami i w trzech grupach podjęły marsz przez puszczę. 21 września grupa 1 baterii przedzierając się przez jeden z duktów leśnych w pobliżu Zaborowa stoczyła walkę z oddziałem niemieckim, poległ kpt. Brunon Guttenberger. Druga grupa złożona z żołnierzy 4 baterii dotarła do Palmir, a 23 września do Burakowa, podczas natarcia na linię niemiecką poległ kpt. Janusz Muszyński. Trzecia grupa konna z ppłk. Władysławem Szwedem w trakcie potyczek wykruszyła się i również dostała się do niewoli przy wale wiślanym. Niewielu żołnierzy przedostało się do Warszawy większość poległa lub dostała się do niewoli w Puszczy Kampinoskiej i na samych przedmieściach Warszawy.
W walkach od 1 do 23 września poległo 11 oficerów, 27 podoficerów i około 230 kanonierów.

### Oddział Zbierania Nadwyżek 11 dak
Po zmobilizowaniu przewidzianych planem pododdziałów 11 dywizjonu artylerii lekkiej, w koszarach w Bydgoszczy i Grudziądzu pozostała grupa oficerów, podchorążych, podoficerów oraz kanonierów stanowiącą nadwyżki osobowe. 27 sierpnia zebrany oddział nadwyżek wyruszył transportem kolejowym do siedziby Ośrodka Zapasowego Artylerii Konnej nr 1 w Mińsku Mazowieckim. OZN 11 dak dowodził kpt. Jan Borowski, w jego skład weszło 6 oficerów, podoficerowie zawodowi i rezerwy, podchorążowie oraz kanonierzy powołani z rezerwy. Ponadto w transporcie wywieziono nadwyżki koni, broni strzeleckiej, umundurowania i wyposażenia. 3 września w OZAK nr 1 w Mińsku sformowano ochotniczą baterię artylerii konnej, której oficerowie i kanonierzy wywodzili się głównie z 11 dak pod dowództwem kpt. Stanisława Kozika. Bateria ta udała się do Warszawy i w magazynach 1 dak pobrała 6 armat 75 mm wz. 1902/26, jaszcze, amunicję, kbk i hełmy. Od 5 września bateria weszła w skład załogi Warszawy i prowadziła walki w jej obronie, aż do dnia kapitulacji. Nosiła nazwy: 5 baterii 1 dak, 5 baterii 11 dak i baterii artylerii konnej „Obrony Warszawy”.

### Organizacja wojenna i obsada personalna[21][22]
- dowódca dywizjonu – ppłk Władysław Szwed (ranny 23 IX 1939)
- adiutant dywizjonu – kpt. Kazimierz Budkowski
- oficer zwiadowczy – por. Kazimierz Kwaśnica
- oficer łączności - por. Stanisław Zajączkowski
- oficer obserwacyjny - ppor. rez. Paweł Berendt
- oficer broni i pgaz. – por. Jan Okińczyc
- oficer dyspozycyjny - kpt. Stefan Karwat
- dowódca kolumny amunicyjnej - ppor. rez. Stefan Piaszczyński
- dowódca 1 baterii – kpt. Brunon Guttenberger († 21 IX 1939 pod Zaborowem)
  - oficer zwiadowczy - ppor. rez. Leonard Groblewski
  - oficer ogniowy - ppor. Edward Zacharek
- dowódca 2 baterii – kpt. Jan Janusz Pasturczak
  - oficer zwiadowczy - ppor. Kazimierz Jakóbaszko
  - oficer ogniowy - ppor. rez. Zygmunt Odyja
- dowódca 3 baterii – kpt. Stanisław Michał Sierakowski
  - oficer zwiadowczy - ppor. Czesław Sidorski
  - oficer ogniowy - por. Marian Jan Słowik
- dowódca 4 baterii – kpt. Janusz Muszyński († 23 IX 1939 pod Łomiankami)
  - oficer zwiadowczy - por. Stefan Arnoldt
  - oficer ogniowy - ppor. Marian Polt

## Symbole dywizjonu
Sztandar

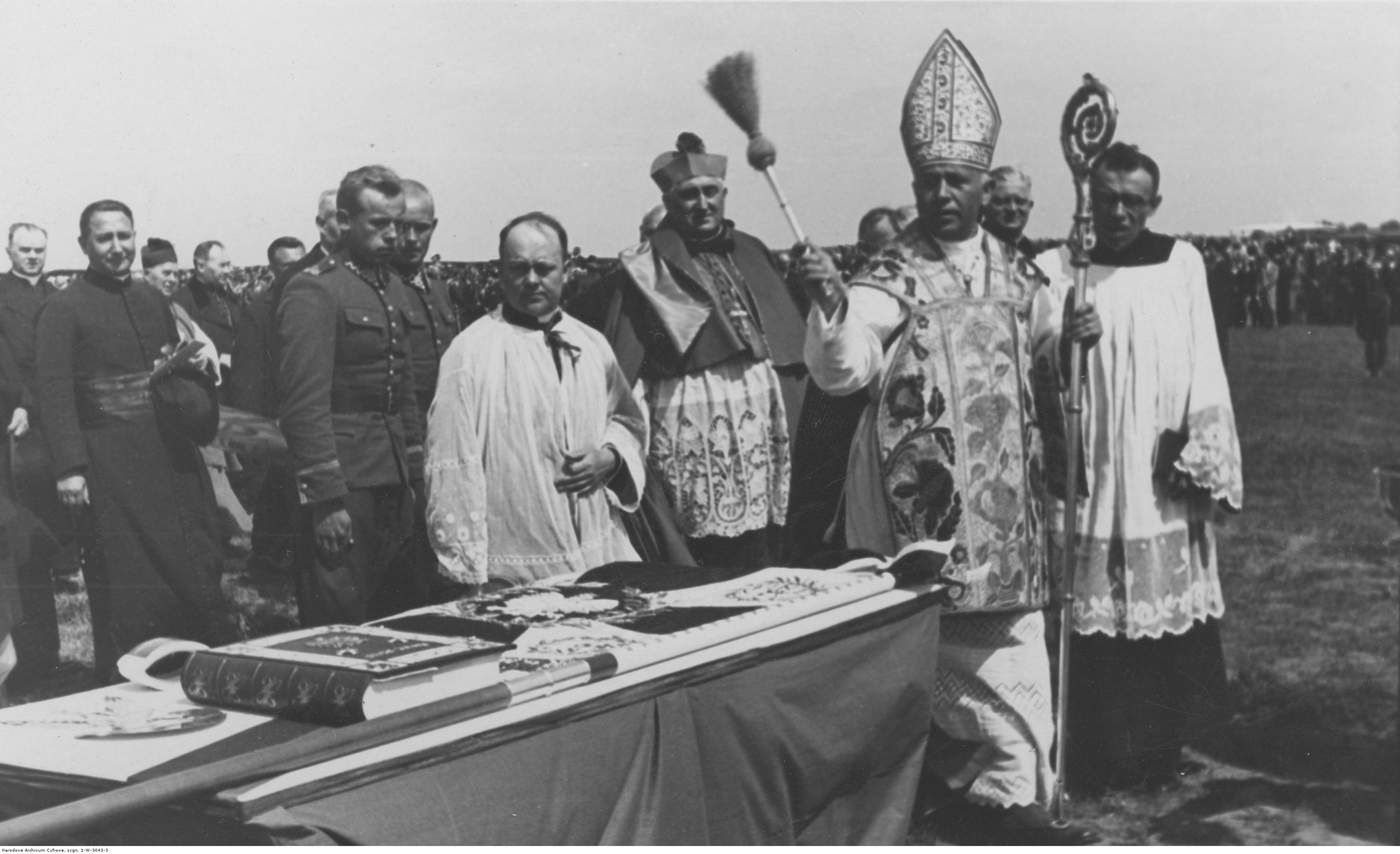
Przekazanie wojsku sprzętu ufundowanego przez społeczeństwo Pomorza - bp polowy Józef Gawlina święci sztandar; Toruń, 19 czerwca 1938

19 czerwca 1938, w Toruniu, Marszałek Polski Edward Śmigły-Rydz wręczył jednostce sztandar ufundowany przez społeczeństwo Pomorza. Nadanie sztandaru i zatwierdzenie jego wzoru ujęte zostało w Dzienniku Rozkazów MSWojsk. z 1937 nr 18, poz. 240. Sztandar został wykonany zgodnie z wzorem określonym w rozporządzeniu Prezydenta Rzeczypospolitej z 13 grudnia 1927 o godłach i barwach państwowych oraz o oznakach, chorągwiach i pieczęciach. Na środku krzyża, w wieńcu laurowym, widniał napis HONOR I OJCZYZNA. Na prawej stronie płata także znajdował się amarantowy krzyż, w środku którego wyhaftowano orła w wieńcu laurowym. Na białych polach, pomiędzy ramionami krzyża, znajdowały się cyfry 11 w wieńcach laurowych.
Odznaka pamiątkowa
Od 20 maja 1922 oficerom i żołnierzom mogły być nadawane odznaki pamiątkowe artylerii konnej, wspólne dla wszystkich dywizjonów. Odznaka miała kształt krzyża maltańskiego o ramionach pokrytych emalią białą z pozłacanymi datami 1809 i 1918. Na środek krzyża nałożony został orzeł srebrny, oksydowany, w koronie pozłacanej, trzymający w szponach pozłacane, skrzyżowane lufy armatnie z gorejącą bombą. Pod lufami proporczyk emaliowany artylerii konnej, czarno-amarantowy (od 1926 czarno-szkarłatny).
Barwy artylerzystów konnych
| Osobne artykuły: Barwy jednostek kawalerii i barwy broni i służb Wojska Polskiego . |                                                                         |
| Grafika                                                                             | Opis                                                                    |
|                                                                                     | Łapka ciemnozielona, wypustka karmazynowa                               |
|                                                                                     | Od 14 lipca 1920 proporczyk czarno-amarantowy                           |
|                                                                                     | Od 4 sierpnia 1927 proporczyk czarno-szkarłatny                         |
|                                                                                     | Otok na czapkach – czarny (oficerowie aksamitny, szeregowi sukienny)    |
|                                                                                     | Spodnie długie ciemnogranatowe, lampasy amarantowe, wypustka amarantowa |
| Naramiennik                                                                         | numer porządkowy dywizjonu „11”                                         |

Żurawiejki
| Osobny artykuł: Żurawiejka .                                              |                         |
| Jedenasty, odparzony                                                      | do taborów przydzielony |
| po każdej zwrotce: Lance do boju, szable w dłoń bolszewika goń, goń, goń! |                         |

## Kadra dywizjonu
Dowódcy dywizjonu
- mjr / płk dr Włodzimierz Leon Dembiński (V 1924 – V 1934)
- ppłk dypl. Konstanty Kazimierz Ważyński (13 IV 1934 – 31 XII 1935)
- ppłk Władysław Bednarski (XII 1935 – XII 1937)
- ppłk Antoni Wereszczyński (XII 1937 – XI 1938)
- ppłk Władysław Szwed (XI 1938 – IX 1939)

Zastępcy dowódcy dywizjonu
- mjr art. Jan Roman Zwarycz (do VIII 1939)

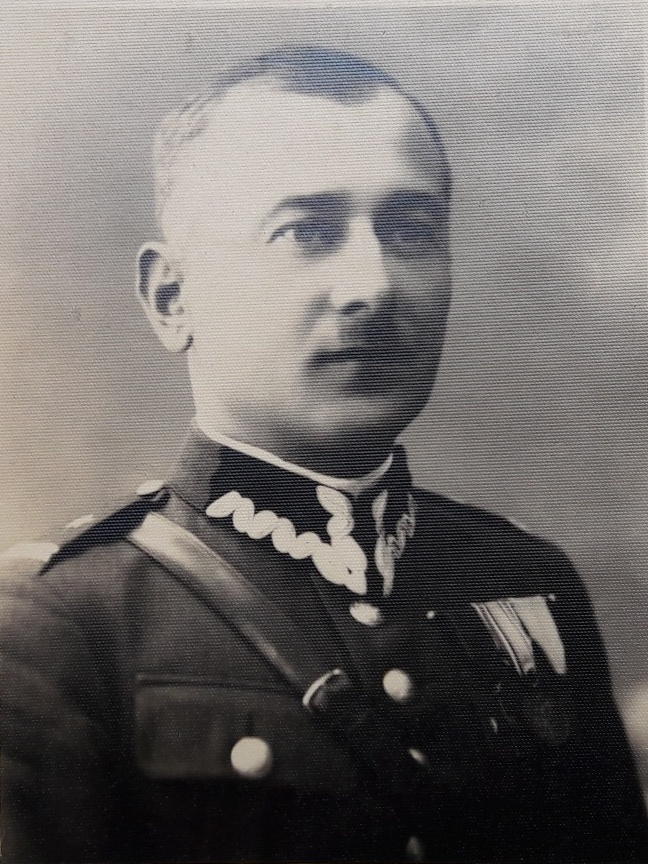
mjr lek wet. Bronisław Sapeta

### Kawalerowie Virtuti Militari
Żołnierze 3 baterii 4 dak odznaczeni Krzyżem Srebrnym Orderu Virtuti Militari
1. por. Konstanty Hartingh
2. pchor. Henryk Kleinert
3. bomb. Leon Wasilewski